# 永井秀和
永井 秀和（ながい ひでかず、1951年〈昭和26年〉12月3日 - ）は、日本の俳優、歌手。本名、永井 仁（ながい ひとし）。東京都出身。所属事務所はえりオフィス。

## 来歴・人物
父は時代劇の名悪役で知られた俳優の永井秀明。1967年「夕陽のチャペル」でビクターレコードより歌手デビュー。同年に発売された「恋人と呼んでみたい」が大ヒットとなり、第9回日本レコード大賞の新人賞を受賞する。しかし、学業に専念するために歌手業を引退した。
日本大学芸術学部卒業後、芸能界に復帰。1973年のNHK大河ドラマ『国盗り物語』に出演。池内淳子扮する油屋の女主人・お万阿の手代・杉丸を演じて再び人気沸騰。池内と今度は母子役で共演した『つくし誰の子』第三シーズン、霧島京弥役を演じた『旗本退屈男』など立て続けにドラマにレギュラー出演して人気を集めた。その後もテレビドラマ、舞台、吹き替え等で活躍。父・秀明と異なり時代劇では善人役が多かったが、2007年放映の『水戸黄門』第37部では、珍しく悪役を演じた。
2022年10月「永井秀和スーパーベスト　ビクター・イヤーズ・コンプリート・コレクション」を発売。

## ディスコグラフィー

### シングル
＜ビクター＞
- 夕陽のチャペル／風の中の君（1967年4月）
- 恋人と呼んでみたい／愛してくれて有難う（1967年10月5日）
- 二人の雨の日曜日／北の国から（1967年12月25日）
- 僕の恋人／風と光と僕等だけ（1968年3月10日）
- 渚のロンリー・ギター／さくら貝のバラード（1968年6月）
- 天使のエレーヌ／雨に消えたくちづけ（1968年8月）
- 緑の館の少女／くちなしの君（1968年11月）
- ヤッホー・スケーター／スケート野郎（ザ・ジャイアンツ）（1968年12月）
- おせっかいな雨／君のためなら（1969年2月）
- 夢を下さい／明日の青い風（1969年4月）
- レモンの恋／白いベンチ（1969年6月5日）
- 霧の街にひとり／三次元の世界（1969年12月）
- 涙は恋のふるさと／恋人のテーマ（1970年3月5日）
- 悲しきひき潮／雨ぎらい（1970年9月5日）
- 雨がくれた恋人／スイス旅行（1971年7月5日）（両面とも田村ひろみと）

＜VAP＞
- なごり雨／想いで小雨街（1983年6月21日）
- 秋冬／今でも…（1984年）
- 暗闇のロマンス／ひと夏のロマネスク（1985年10月21日）

### アルバム
- 永井秀和とともに／恋人と呼んでみたい（1968年）
- 永井秀和スーパーベスト　ビクター・イヤーズ・コンプリート・コレクション （2022年）

## 出演作品

### 映画
- 青春太郎（1967年）
- 恋人と呼んでみたい（1968年）
- だれの椅子?（1968年）
- 化身（1986年）
- 夜汽車（1987年）

### テレビドラマ
- 銭形平次 （CX / 東映）
  - 第204話「江戸愚連隊」（1970年） - 直次郎
  - 第369話「ただ一度の裏切り」（1973年） - 松之助
- 恋愛術入門 第20話「男の賭けは高くつく」（1971年3月7日、TBS / 国際放映） - 田辺一夫
- 一心太助 第13話「一夜だけの花嫁さん」（1971年、CX / 国際放映） - 三吉
- 気になる嫁さん 第39話「弟がいたなンて!」、第40話「私、泣いちゃうもン!」（1972年、NTV / ユニオン映画） - ピエール
- 国盗り物語 (1973年、NHK総合) - 杉丸役
- つくし誰の子 (1973年、NTV）レギュラー
- 旗本退屈男（1973年 - 1974年、NET） - 霧島京弥※レギュラー
- 少年ドラマシリーズ / 夕ばえ作戦 (1974年、NHK総合） - 風魔小次郎
- 太陽にほえろ! 第168話「ぼんぼん刑事登場!」（1975年、NTV / 東宝） - 坂口健二
- 遠山の金さん 杉良太郎版 （NET→ANB / 東映）
  - 第21話「地獄の炎を消せ！」（1976年） -太吉
  - 第85話「夕闇に消された女」（1977年） -両替商伊勢屋の息子 栄太郎
- 花神 (1977年、NHK総合） - 三条実美役
- ご存知!女ねずみ小僧 第1話「夜のお江戸に灯がともる」（1977年、CX / C.A.L） - 仙蔵
- 薔薇海峡 （1978年、TBS）
- 日曜劇場 女たち（1978年11月5日、TBS） - 本田健作
- 吉宗評判記 暴れん坊将軍 第86話「天下御免の大泥棒」（1979年、ANB / 東映） - 弥之助
- 土曜ワイド劇場 赤いさそりの美女 江戸川乱歩の「妖虫」（1979年、ANB / 松竹）
- 大江戸捜査網（12ch→TX / 三船プロ）　
  - 第80話「兄と妹の詩」（1972年） - 佐吉
  - 第398話「島破り執念の逃亡者」（1979年） - 弥七
  - 第443話「海女が明かす大爆破の謎」（1980年） - 中村伊助
  - 第526話「邪剣つばめ返し」（1982年） - 中沢庄太郎
- 同心暁蘭之介 第12話「密会の女」（1981年、CX）
- 水戸黄門（TBS / C.A.L）
  - 第6部 第27話「箱根の山は天下の嶮・箱根」（1975年9月29日） - 栗原主税
  - 第8部 第2話「駕籠屋になった助さん格さん -川崎-」（1977年7月25日） - 松蔵
  - 第9部 第24話「弟思いの一番勝負・川越」（1979年1月15日） - 白井大次郎
  - 第10部 第10話「婿入り八丁味噌・岡崎」（1979年10月15日） - 藤吉
  - 第11部 第5話「黄門さまを叱った娘・新庄」（1980年9月15日）- 芳太郎
  - 第14部 第23話「決意を秘めた孤独の剣・高田」（1984年4月2日） - 友田千之介
  - 第16部 第26話「おてんば姫君七変化・亀田」（1986年10月20日） - 板倉重次
  - 第20部 第22話「酔いどれ幸助涙の仇討ち・鹿児島」（1991年4月8日） - 有村俊之介
  - 第21部 第14話「瞼の父は偽黄門・宇和島」（1992年7月6日） - 三崎屋清太郎
  - 第23部 第32話「酒にのまれて人殺し・兵庫」（1995年3月20日） - 喜久助
  - 第36部 第20話「祇園の夜の大騒動！・京都」（2006年12月18日）  - 松平因幡守
  - 第37部 第20話「男意気地の悪退治・松島」（2007年8月20日） - 江川将監
- 必殺シリーズ（ABC / 松竹）
  - 必殺仕事人 第5話「三十両で命が買えるか?」（1979年） - 信太郎
  - 新・必殺仕事人（1981年）
    - 第6話「主水喧嘩の仲裁する」 - 播磨屋竹造
    - 第28話「主水弁解する」 - 清太郎
- ザ・スーパーガール （1979年、12ch / 東映）
  - 第2話「ピンクの肌は現ナマに燃えた」 - 吉本巡査
  - 第30話「襲われた女子大生・恐怖の24時間」 - 大野アキラ
- あさひが丘の大統領 第9話「女教師の結婚問題!」（1979年、NTV / ユニオン映画）
- 黄金の犬（1980年、NTV）
- 大捜査線 第11話「入社式」（1980年、CX）
- 徳川の女たち 第1部（1980年、CX）- 徳川忠長
- 噂の刑事トミーとマツ 第1シリーズ 第29話「激負け! トミマツのホテルマン」（1980年、TBS / 大映テレビ） - 根上
- 雪姫隠密道中記 第2話「妖怪!!鬼面の女・佐賀」（1980年、MBS / S.H.P） - 鍋島光茂
- ザ・ハングマンシリーズ（ABC / 松竹）
  - ザ・ハングマンII 第16話「ゴッドマザーの馬鹿ムスコを吊るせ」（1982年） - 郷原道夫
  - ハングマンGOGO 第13話「地上げ屋に転がされた少女!」（1987年）-  町井弁護士
- 大岡越前 第6部 第8話「過去に泣いた母ふたり」（1982年4月26日、TBS / C.A.L） - 甲太郎
- 木曜ゴールデンドラマ / 非行女教師（1983年、YTV / 東映）
- 赤かぶ検事奮戦記IV 第2話「桃色レター裁判」（1985年、ABC / 松竹）
- 女ふたり捜査官 第1話「未亡人刑事と不倫妻」（1986年、ABC / テレパック）
- 特捜最前線 第473話「原宿・ハウスマヌカン夢芝居!」（1986年、ANB / 東映）
- 暴れん坊将軍IV 第21話「一大事! 花嫁は鬼っ子姫」（1991年、ANB / 東映） 菊次
- 女無宿人 半身のお紺 第12話「鈴も一緒に捨てました」（1991年、TX）
- はぐれ刑事純情派 第5シリーズ 第20話「過激なダイエット 盗撮された女子高生」（1992年、ANB / 東映）- 須本英夫
- 名奉行 遠山の金さん 第4シリーズ 第10話「美しい女医と記憶喪失の男」（1992年、ANB / 東映） - 正吉
- ジューン・ブライド（1995年、TBS）
- 江戸の用心棒 第21話「赤さび侍 夫婦の絆」（1995年、NTV） - 相馬彦九郎

### ラジオ
- 永井秀和のマイルドな朝（東海ラジオ、1989年1月 - 1990年7月）- パーソナリティ

### 舞台
- 納涼必殺まつり （1983年、京都南座）新之助役
- 麗しのサブリナ三姉妹物語 （1997年）ローリー役

### 吹き替え
- 少年ミステリー・ハーディボーイズ(テレビドラマ) （1979年 - 1980年、NHK） - パーカー・スチーブンスン（主演）、父の永井秀明も声のゲスト出演
- エーゲ海に捧ぐ（1980年、フジ）- クラウディオ・アリエッティ（主演）
- シャーロック・ホームズの冒険（1985年、NHK）第10話「ノーウッドの建築業者」- マクファーレン弁護士役
- 名探偵ダウリング神父 第2シーズン（1993年、NHK総合）- ゲスト出演